# Festival de Cinema de Países de Língua Portuguesa
O Festival de Cinema de Países de Língua Portuguesa, ou CinePort, como é mais conhecido é um festival de mostras competitivas de longa e curta metragens dos países que tem o português como língua oficial.
Tendo a sua primeira edição no ano de 2005, o festival já teve três diferentes cidades-sede.
Além das mostras em diversas categorias, o festival serve para conceder cinco troféus de reconhecimento às produções audiovisuais: Andorinha Longa-metragem, Andorinha Curta-metragem, Andorinha Técnica, Andorinha Criança e Humberto Mauro. Além destes prêmios, na Paraíba também existe o Prêmio Energisa Estímulo ao Audiovisual Paraibano voltado exclusivamente para filmes produzidos e realizados no próprio estado e por equipes e diretores residentes no estado.

## História
A primeira edição do evento ocorreu no Brasil, entre os dias 01 e 12 de junho de 2005, na cidade de Cataguases, Minas Gerais.
O segundo evento ocorreu no ano seguinte na cidade de Lagos, no Algarve, sul de Portugal, entre os dias 1 e 11 de junho.
Em 2007 o 3° Encontro ocorreu entre os dias 4 de maio a 13 de maio em João Pessoa, capital do estado da Paraíba e, a partir dessa edição, o CinePort passou a ser realizado bienalmente na cidade de João Pessoa, assim como em 2009 e 2011.